# Красовська Алла Леонідівна
А́лла Леоні́дівна Красо́вська (нар. 18 грудня 1968, Черкаси) — українська спортивна гімнастка та тренерка. Майстер спорту СРСР (1982). Заслужений тренер України (2002).
Переможниця та призерка командних змагань чемпіонатів України (1982—1985) і Черкаської области (1980-ті рр.). Тренерка — Р. Єрмакова (Черкаси). Закінчила Харківський державний інститут фізичної культури (2000).
Упродовж 1988—2002 і від 2006 — тренерка-викладачка ДЮСШ «Спартак»; 2002–06 — ДЮСШ «Олімпія» (обидві — Черкаси). Серед вихованок — Ганна Калашник, Олена Кваша, Ірина Краснянська, Анна Поволя, Наталія Сіробаба.